# Municipio de Jonuta
El municipio de Jonuta es un municipio del estado mexicano de Tabasco, localizado en la región del río Usumacinta y en la subregión de los Pantanos. Su cabecera municipal es la ciudad de Jonuta y cuenta con una división constituida, además, por 38 ejidos, 54 rancherías, 4 poblados, 1 fraccionamiento, 4 colonias urbanas, 2 colonias rurales y un nuevo centro urbano.
Su extensión es de 1 575.64km², los cuales corresponden al 6.43% del total del estado; esto coloca al municipio en el decimocuarto lugar en extensión territorial.  Colinda al Norte con Centla y Ciudad del Carmen y al Este con el municipio de Palizada en el estado de Campeche, al Sur con el municipio de Emiliano Zapata y Catazajá en el estado de Chiapas y al Oeste con los municipios de Centla y Macuspana.

## Toponimia
Existen dos aseveraciones, la primera indica que su nombre proviene de los vocablos mayas “Ho-noch-tah”, que significan “lugar de los cinco grandes señores”. Esta parece ser la más acertada, ya que se trata de una población maya.
La otra indica que su nombre proviene del vocablo náhuatl Xono-tla o Shono-tla, en donde Shono=jonote (cierta planta) y tla=terminación toponímica, que significa "en donde abundan los jonotes".

## Historia
El territorio que hoy comprende el municipio de Jonuta estuvo habitado por indígenas del grupo maya chontal, teniendo como su ciudad principal a Xonuta, que era un importante centro comercial, ya que ahí convergían las rutas comerciales entre el puerto de Xicalango y el señorío de Acalán (en las tierras de Balancán).
De acuerdo con la "Guía arqueológica del museo de Jonuta y notas históricas de la región", en 1579, por razones estratégicas, los españoles decidieron reubicar la población de Xicalango, puerto comercial de gran importancia ubicado en las costas del Golfo de México (entre los actuales estados de Tabasco y Campeche). Los habitantes de Xicalango fueron trasladados a Xonuta, (la que fue rebautizada con la pronunciación española de Jonuta), una población chontal en las márgenes del río Usumacinta que para entonces ya había visto pasar sus años de esplendor, pero era visto por los españoles como un sitio seguro y estratégico para el comercio entre la costa y el interior.

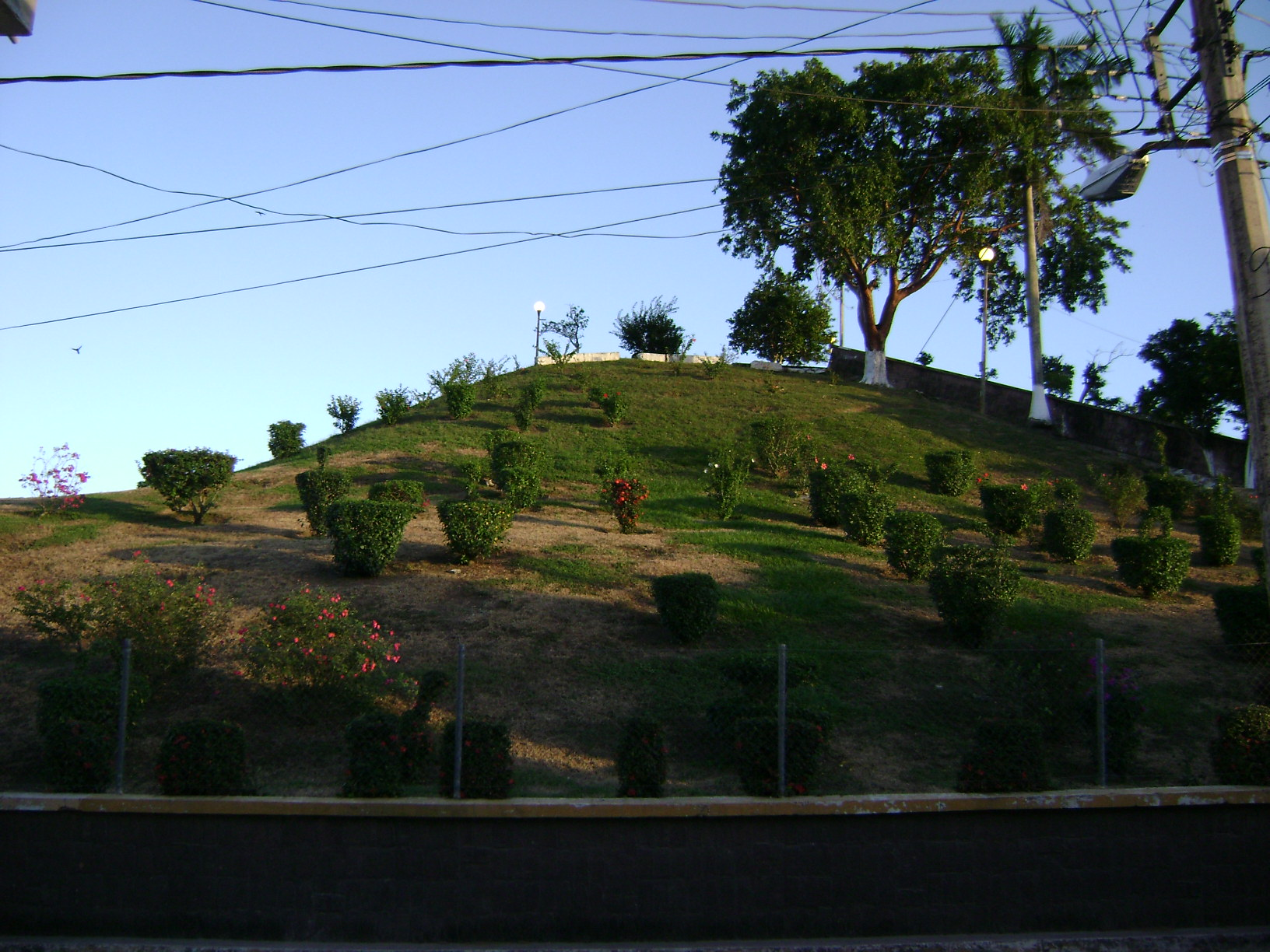
Pirámide de arcilla llamada "El Cuyo" localizada en el centro de la ciudad de Jonuta, y que perteneció a la antigua ciudad maya de Xonuta.

En efecto, del siglo VIII al XIII, Xonuta había sido un importante centro manufacturero de cerámica, la gran calidad de sus productos (vasos, cajetes, platos y figurillas de barro) había alentado su exportación a toda la región maya e incluso a los lugares más distantes de Mesoamérica.
Cuando los españoles y xicalangas llegaron a Jonuta, las grandes construcciones se encontraban sepultadas (cuyos) y los restos de cerámica eran mudos testigos de la magnificencia pasada.
En 1599, la representación eclesiástica pasó a Usumacinta (poblado en la municipalidad de Tenosique), pero en 1639 Jonuta es designado centro parroquial. En 1767 pasó a depender de la Visita de Palizada y en 1790 cuenta ya con una iglesia importante.
Una gran plaga de langostas en 1767 afectó tanto a los jonutecos que en 1784 la población solamente contaba con 131 vecinos distribuidos en 25 casas. Otra causa atribuible a esta baja poblacional se atañe a que en 1770, con intenciones de monopolizar esas  tierras ricas en palo de tinte, muy codiciado entonces en Europa, el alcalde mayor de Tabasco y luego gobernador del presidio de El Carmen, Pedro Dufau Maldonado intentó desaparecer definitivamente el poblado; el pretexto fue trasladar a los pobladores a Tepetitán, lugar a donde se habían ido a refugiar algunos durante el azote de las langostas.
Aunque la tentativa de exterminio no tuvo efectividad, el despoblamiento, la decadencia  y el aislamiento, abrieron paso a las actividades ilícitas como el contrabando y la evasión fiscal, práctica que dejaba muchos beneficios a los hacendados, entre ellos los propietarios  de San Francisco que obstaculizaron la apertura de un camino que uniría Jonuta con la capital del estado. No obstante, la ruta fue abierta pasando por Tepetitán y Macuspana en 1785, año en que el gobierno colonial autorizó al pueblo a elegir a sus autoridades; don José de León fue el primero en recibir el bastón de mando.
El 5 de febrero de 1825, por decreto el Congreso del Estado de Tabasco, creó el partido de Jonuta, integrado por la villa de Jonuta y sus poblados adyacentes perteneciendo al departamento de la capital con cabecera en San Juan Bautista (Villahermosa).
Al instituirse la división por distritos, en 1844 se crea el llamado distrito de Usumacinta con cabecera en Jonuta. Posteriormente, la división política del estado se hizo por partidos, y Jonuta pasó a ser uno de ellos. Finalmente, en 1883 recibió el rango de municipio con el territorio que actualmente tiene.
El 15 de julio de 1854, siendo presidente de la república, general Antonio López de Santa Anna, decreta la creación del territorio del Carmen en el que se incluyen los pueblos de Balancán y Jonuta, así como parte del territorio de los mismos y de los actuales municipios de Tenosique y Montecristo (hoy Emiliano Zapata), quitándoselos al estado de Tabasco. Sin embargo, y gracias a las protestas de las autoridades tabasqueñas y yucatecas, en 1858, se decreta la desaparición del territorio del Carmen, con lo que Tabasco y Yucatán recuperaron sus respectivos territorios.
El 15 de marzo de 1863, las fuerzas intervencionistas francesas, ocuparon la ciudad de Jonuta, como parte de su estrategia de bloquear las rutas de abastecimiento a la capital  del estado, y aunque fueron derrotados y expulsados de la capital San Juan Bautista el 27 de febrero de 1864, todavía permanecieron en la ciudad de Jonuta hasta 1866 en que después de varios combates por fin abandonaron el municipio.

## Personas destacadas
- Federico Álvarez y Baños: Liberal, comandante del ejército republicano y heroico defensor de la república durante la intervención francesa en Tabasco. Se ignora la fecha de su nacimiento. Murió en San José Catazajá, Chihuahua el 30 de abril de 1864.

- Omar Huerta Escalante: Profesor y fundador del museo arqueológico de Jonuta y de la Casa de la Cultura. Es considerado como el principal difusor del conocimiento de la cultura maya prehispánica del lugar.

## Geografía
| Noroeste: Centla    | Norte: Carmen (Campeche) | Nordeste: Palizada (Campeche)                 |
| Oeste: Macuspana    |                          | Este: Palizada (Campeche)                     |
| Suroeste: Macuspana | Sur: Catazajá (Chiapas)  | Sureste: Emiliano Zapata Y Catazajá (Chiapas) |

### Topografía
La superficie de este municipio es regularmente plana, con algunos lomeríos que no  sobrepasan los 30 metros.
En la ciudad de Jonuta se encuentra un “cuyo”,  pero no se trata de una formación geológica sino de las ruinas de una antigua construcción piramidal maya hecha de arcilla.

### Hidrografía
El río Usumacinta atraviesa el municipio  formando las islas Montserrat y el Chinal. En esta parte, se desprenden hacia la izquierda el río Chico y San Antonio. Más adelante se forma el río Palizada y el San Pedro y San Pablo, este último es el límite natural entre los estados de Tabasco y Campeche. Las aguas de estos ríos desembocan en el golfo de México.
Las lagunas más importantes son: El Pital, La Sombra, Atascadero, Agostadero, Playa Larga, El Corozo, Catorce Guanos, El Jobo, El Zapote,  Laguna Alegre y otras de menor importancia.
Gran parte del territorio de Jonuta, está cubierto por pantanos pertenecientes a la reserva de la biosfera Pantanos de Centla que con sus 302 000 hectáreas repartidas entre los municipios de Centla, Macuspana, Centro y Jonuta, conformando la reserva de humedales más importante de la América setpentrional.

### Clima
El clima es cálido húmedo con abundantes lluvias. En verano tiene una temperatura media anual de 26.5 °C, siendo la máxima media mensual en  mayo con 30.8° y  la  mínima media en los meses de diciembre y enero con 22.9 °C. La máxima y la mínima alcanzan los 45 °C y 12 °C, respectivamente.
El régimen de precipitaciones se caracteriza por un total de caída de agua de 2,019 mm³. Con un promedio máximo mensual de 481.0 mm³ en el mes de septiembre y una mínima mensual de 18 mm³ en enero.
La humedad relativa promedio anual se estima en 83% con máxima de 88% en los meses de enero y febrero y la mínima de 76% en el  mes de  mayo y junio.
Las mayores velocidades del viento se concentran en los meses de noviembre y diciembre con velocidades que alcanzan los 30 km/h, presentándose en junio las menores, con velocidad de 18 km/h.

## Economía

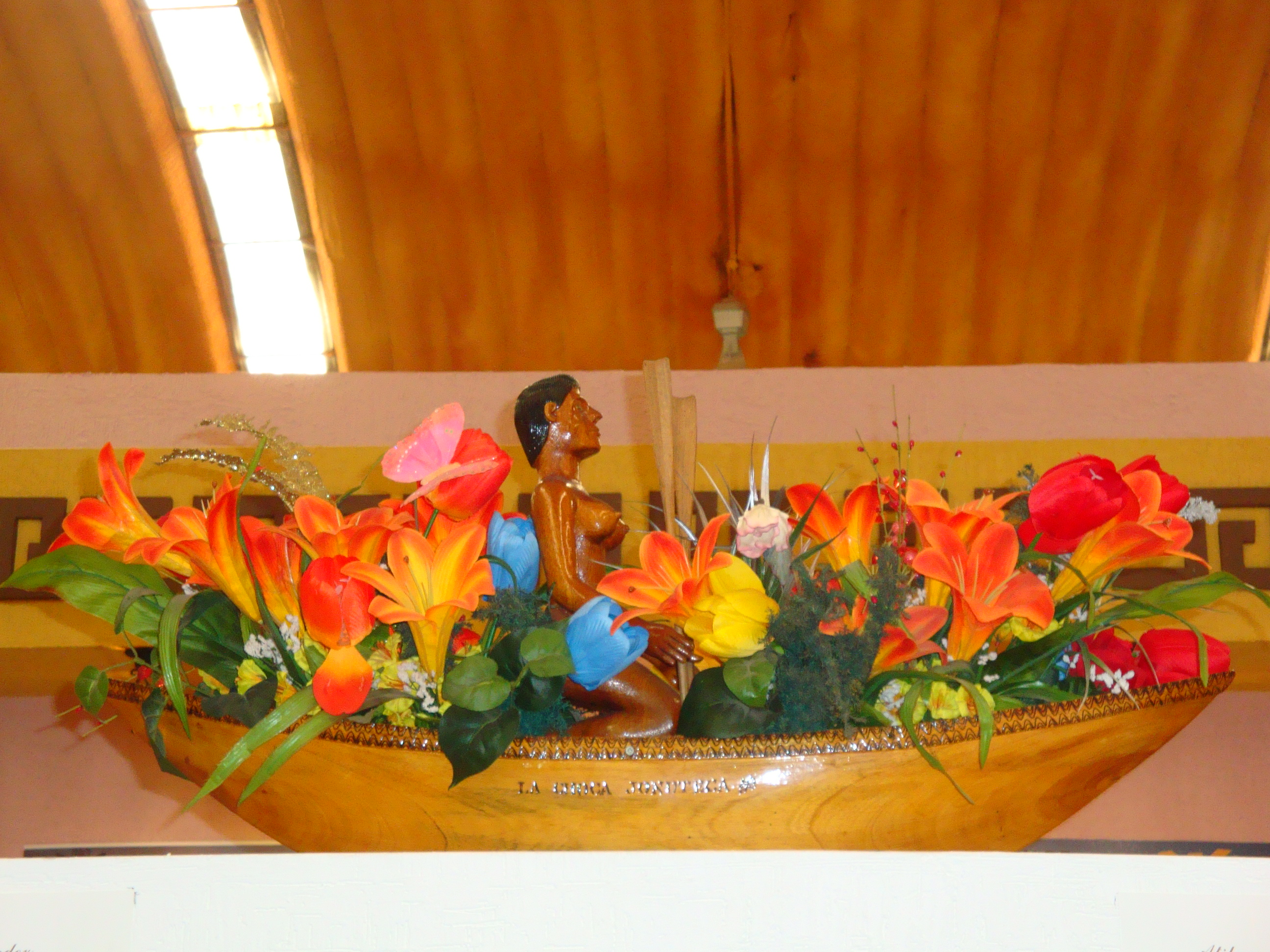
Arreglo artesanal del municipio de Jonuta.

### Sector primario

#### Agricultura
Los cultivos básicos que se producen son maíz, frijol, sorgo y arroz y tortilla.
En 1997, la superficie sembrada fue de 5,709 ha; el maíz ocupó 4,600 ha (80.57%), el arroz 528 ha (9.24%), el sorgo 400 ha (7.01%) y el frijol 57 ha (1.0 %) de la superficie agrícola municipal.

#### Ganadería

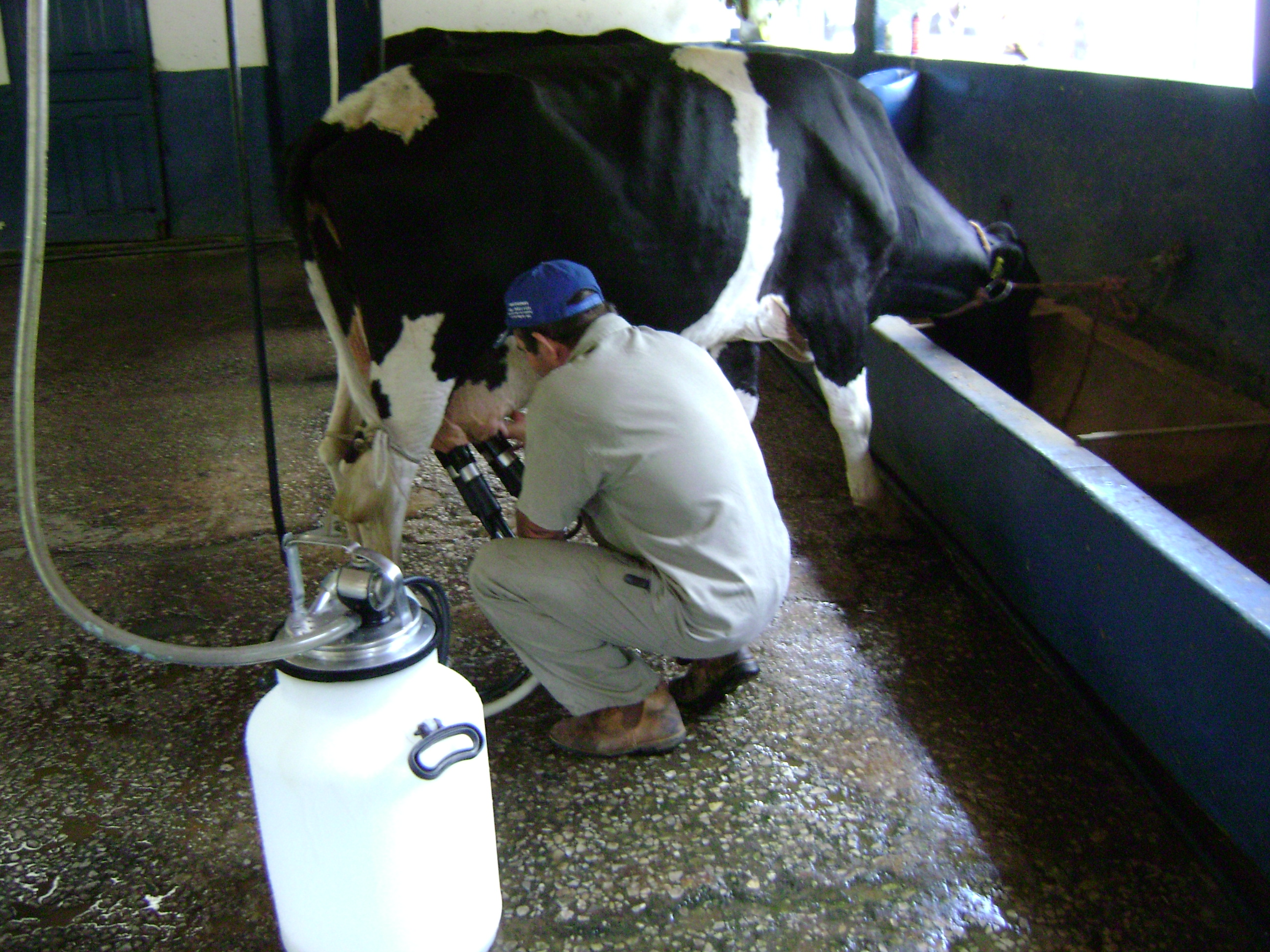
La cuenca lechera del municipio de Jonuta, es de las más importantes del estado.

La explotación de ganado bovino está orientada a la producción de carne y leche, aunque también se explota el ganado ovino, porcino y caballar. Según el INEGI, en 1997 existían 122,320 cabezas de ganado bovino, 8,822 de porcino, 1,351 ovinos; 4,531 equinos y 129,430 aves de corral. Jonuta está considerada como la principal cuenca lechera del estado.

#### Pesca
En lo referente a la pesca, el municipio cuenta con 14, 667 hectáreas de aguas interiores en donde se capturan las siguientes especies: mojarra, pejelagarto, pigua, robalo, bobo, guabina y topén. La mayoría de estos productos son enviados a la ciudad de Villahermosa para el consumo, así como también se envía al puerto de Alvarado, Veracruz, Puebla, Ciudad de México y una parte para el autoconsumo.

### Sector secundario

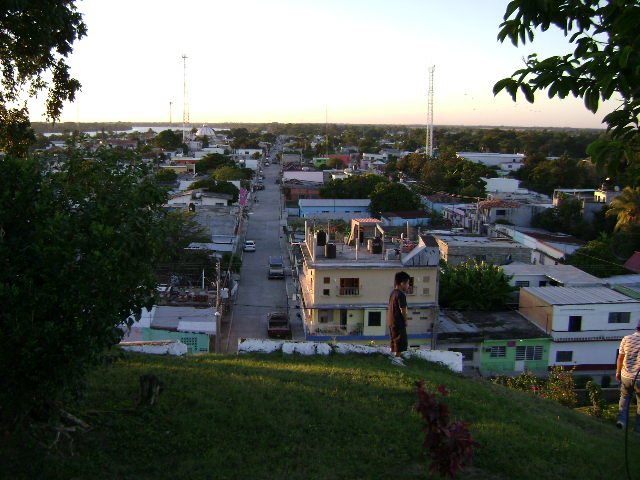
Panorámica de la ciudad de Jonuta.

Esta actividad se encuentra limitada a la fabricación de productos derivados de la leche como los quesos y mantequillas sobre todo, y en menor escala a la elaboración de conservas y pastas de frutas.
También existen algunas fábricas de artículos de fibra de vidrio como lanchas, blocks para la industria de la construcción, muebles de madera, artículos de piel y artesanías.

### Sector terciario

#### Comercio
Hay una diversidad de pequeñas tiendas de abarrotes, tiendas de ropa, muebles, calzado, alimentos, ferreterías, materiales para la construcción, farmacias, veterinarias y papelerías para el consumo local.

#### Servicios
Cuenta con servicios de energía eléctrica rural y urbana, telefonía convencional, restaurantes, bares, fondas, peluquerías, talleres y servicios de internet.

## Turismo
Los principales atractivos turísticos del municipio de Jonuta, se localizan en la cabecera municipal.

### El Cuyo
Es un montículo de arcilla, el cual en tiempos prehispánicos fue una pirámide de la ciudad maya de Xonuta y está ubicado justo en el centro de la ciudad actual. A este montículo de tierra se puede acceder por medio de una escalera de cemento que lleva hasta la cima del montículo y de donde se puede apreciar una vista panorámica de la ciudad.

### Museo Arqueológico de Jonuta
El Museo Arqueológico de Jonuta consta de dos niveles, en los que se exhiben piezas de la cultura maya encontradas en los alrededores de "El Cuyo" y que pertenecieron a la ciudad maya de Xonuta. También se exhiben piezas de la intervención francesa, la revolución y utensilios del siglo XIX y principios del XX.

### Playones
Durante la temporada de sequía, al bajar el nivel de las aguas del río Usumacinta el cual pasa frente a la ciudad de Jonuta, aparecen playones en los cuales se realizan eventos deportivos y musicales durante la Semana Santa, y a los que acuden gran cantidad de personas para bañarse en las aguas del río.

### Eventos náuticos

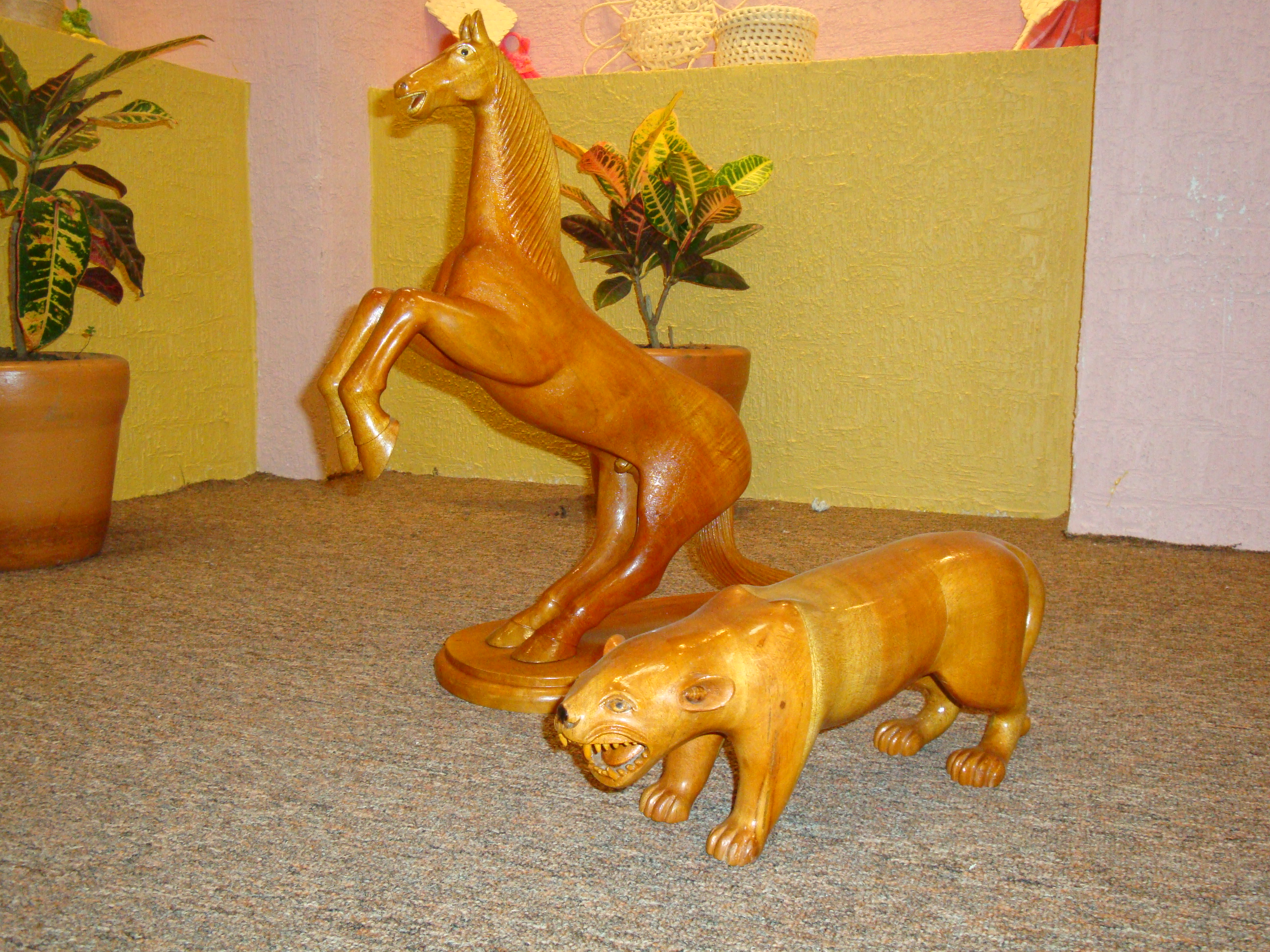
Figuras talladas en madera. Artesanía típica del municipio de Jonuta.

En diversas épocas del año, Jonuta es sede de eventos náuticos.

### Artesanías
Constan principalmente de figuras talladas en madera, trabajos de talabartería, cestos, sombreros y abanicos hechos de fibra de jacinto y bejuco, así como jarros y figuras de barro.

## Comunicaciones
Para llegar al municipio de Jonuta, se puede hacer por vía terrestre, a través de:
- La carretera estatal Ciudad Pemex-Jonuta
- La carretera interestatal Zapatero-Jonuta y
- La carretera interestatal Palizada-Jonuta

Por vía fluvial, algunas embarcaciones surcan el río Usumacinta hacia comunidades asentadas en los Pantanos de Centla.

## Principales localidades
- Jonuta.- Es la cabecera municipal en la que se encuentran ubicados los principales edificios públicos del municipios y  las representaciones estatales y federales. Las principales actividades son la prestación de servicios y el comercio. La población aproximada es de 50,242 habitantes y se localiza a 128 kilómetros de la capital del estado.

- Monte Grande.- La principal actividad es la agricultura; maíz, frijol, calabaza y naranja, ganadería y pesca. Su distancia a la cabecera municipal es de 27 kilómetros y su población aproximada es de 2,075 habitantes en cuanto a todos los pueblos del municipio ocupa el número 2 en cuanto a número de habitantes. Su principal festividad es el día 2 y 3 de mayo donde se celebra el día de la Santa Cruz con carreras de caballo y con un baile popular. Además del español su lengua nativa es el yokotán, es considerado como zona indígena el cual cuenta con un 63% de población indígena. Se encuentra a 2 metros de altitud con respecto al mar.

- Torno Largo Primera Sección.- Las principales actividades son la pesca, la ganadería y la agricultura. Su distancia a la cabecera municipal es de 24 kilómetros y su población aproximada es de 799 habitantes.

- Playa Larga.- Las principales actividades son la pesca y la ganadería. Su distancia a la cabecera municipal es de 24 kilómetros y su población aproximada es de 775 habitantes.
- Los Pájaros.- Sus actividades económicas; la pesca, ganadería y agricultura, cuenta con 800 habitantes aproximadamente los apellidos comunes son los Gómez, Gil, Morales. Esta comunidad es centro integrador y se encuentra situada a 45 km de la ciudad de Jonuta Tabasco.
- El Bejucal.- Sus actividades económicas la pesca, ganadería, agricultura, venta de quesos; cuenta con alrededor de 400 habitantes, los apellidos predominantes son Los Chan, Pérez, Gutiérrez, cuenta con un jardín de niños Juan Rulfo, una Primaria Arnulfo Georgana, una Telesecundaria Juan Aldama, sus principales religiones son el catolicismo y el protestantismo, cuenta con una iglesia católica San Marcos Evangelista y un templo, no hay datos móviles o internet.

### Embajadoras en la Feria Tabasco 1990-2024
- 1990 - Zulma Ceballos Cabrales
- 1991 - Alondra Josefa Rodríguez Castro
- 1992 - Erika Isabel Celorio Reyes
- 1993 - Silvia Cruz Celorio
- 1994 - Dolores Trinidad Muñoz García
- 1995 - Alejandrina Celorio Gómez
- 1996 - Amada Gabriela García Vázquez
- 1997 - Lilibeth Zurita Arias
- 1998 - Mariela Herrera Casanova
- 1999 - Azalea Argaiz Gutiérrez
- 2000 - Daniela del Carmen de la Cruz Cámara
- 2001 - Maribel Filigrana López
- 2003 - Olaine Kisay Garrido Chan
- 2004 - Gidalty Celorio Gómez
- 2005 - Aurora de los Ángeles Luna Peña
- 2006 - Concepción de la Cruz García
- 2007 - Laura Graciela Jasso Valencia
- 2009 - Yohana Guadalupe Peralta López
- 2010 - Alejandra Montes de Oca Jesús
- 2011 - Laura Peralta Contreras
- 2012 - Jerrica Narahy Sánchez López
- 2013 - Yussihey Litzahally Vidal Celorio
- 2014 - María José Fócil Casanova
- 2015 - Ana Julia Martínez
- 2016 - Sthepany del Carmen Zubieta May
- 2017 - Zulma Marlene Lara Ceballos
- 2018 - Natalia Beltrán Lezama
- 2019 - Nicole Garrido Robert
- 2020-2022 - No hubo participante (suspendido por pandemia COVID-19) [4][5]
- 2023 - Vanessa Ricalde Zurita
- 2024 - Mishell Anabella Gil Cruz
- 2025 - Yesskarli Espinosa Centeno

## Otras fuentes
- Portál del Gobierno del Estado de Tabasco
- Enciclopedia de los Municipios de México